# 琼尼·米歇尔
罗伯塔·琼·“琼妮”·米歇尔，CC，（舊姓安德森〔Anderson〕；1943年11月7日—），是一名加拿大音乐家、作词者及画家。
米歇尔的歌唱生涯始于故乡，加拿大的西部小城萨斯喀彻温省萨斯卡通市。六零年代中期，琼妮辗转多伦多、美国等地，在夜总会唱歌、街头卖艺。随后，她与1960年代中期在纽约市的民间音乐的萌芽有了联系。米歇尔在1960年代末有了名气，并被认为是南加利福尼亚民间摇滚中重要的一部分。整个1970年代，她都致力于探索和合并流行音乐与爵士乐。米歇尔创作了很多作品，同时受到评论家与音乐界同行的好评，富有影响力的allmusic这样陈述，“当一切都尘埃落定后，琼尼·米歇尔可能会成为20世纪晚期最重要，最有影响力的女性歌唱家”。
米歇尔同时也是一个有成就的视觉艺术家。她通过摄影和绘画，创作了她每一张专辑的图像，在2000年多伦多《环球邮报》的一次采访中，她将自己描述为“在某种情况下中途出轨的画家”。作为一个坦率的对音乐工业界的批评者，在过去几年米歇尔停止了录制唱片，主要从事她的视觉艺术，直到2007年发行了新专辑，九年来她第一张含有新歌的专辑。

## 早期生活
在1943年11月7日的加拿大阿尔伯塔福特-麦克劳德，琼尼·米歇尔以米歇尔·琼·安德森的名字出生。她的父亲是比尔·安德森，母亲是米特尔·安德森（娘家姓麦基）。她的母亲是一个老师，而父亲是加拿大皇家空军的一个官员。在二战期间，琼尼和双亲一起搬到了西加拿大的一些基地。战后，她的父亲开始从事杂货商的工作，因为工作原因，他们又搬迁到了萨斯喀彻温省的麦德斯通和北巴特尔福德。当琼尼十一岁的时候，他们终于在萨斯卡通定居，她也将那里看作是自己的故乡。
她的父亲是挪威血统，因此琼尼也有了斯堪的纳维亚式的外表。她的母亲的娘家姓是麦基（McKee），于是她也声称自己有苏格兰和爱尔兰的血统。
在九岁的时候，米歇尔在一次加拿大的流行中感染了小儿麻痹症，但在住院后康复了。当时正是她第一次对歌唱感到兴趣的时候。她这样描述冬天住院时她第一次唱歌的经历：
“他们说我可能再也走不了路了，而且可能也不能在家里过圣诞。我不会因此而回家的。于是我开始唱圣诞颂歌，而我那时唱得比较响……我旁边的那个男孩，你知道的，那时常常抱怨。于是我发现自己是个外行。"  
同样是在九岁的时候，她开始抽烟，有人谈论这是否是她声音近期改变的因素之一。（米歇尔本人在数次采访中，都反对。）
青少年时，她教会了自己夏威夷四弦琴，后来又自学了吉他，并开始在派对上演出，直到最终在萨斯卡通的咖啡厅和其他的地点卖艺和在爵士会演奏会中演出。高中结束后，她到了卡尔加里的阿尔伯塔艺术设计学院上了一年学，然后就辍学了，告诉她的母亲：“我要到多伦多去做一个民谣歌手。”

既然这样，米歇尔在1964年6月离开了艺术学院，从萨斯卡通的家搬走，到了多伦多。同时，她发现自己怀上了大学前男友的孩子，随后在1965年2月生下了一个小女孩。几个星期后，琼尼和一个民谣歌手恰克·米歇尔结婚，并将自己的姓改为了米歇尔。他承诺会为这个孩子付一定的责任，但有一些事情却发生了变化，几个星期后琼尼将自己的女儿，凯莉·代尔·安德森让人抚养。这件事几乎在她整个职业生涯中都保持隐秘，但却在几首歌中做出了暗喻，最值得注意的是（专辑）和几年后专辑中的。她的女儿，改名为基尔劳伦·吉布，并在成年后开始寻找母亲，直到1997年二人重聚。
在1965年的夏天，恰克·米歇尔将琼尼一起带到了美国。尽管这样，这段琼尼和恰克·米歇尔的婚姻与合作伙伴关系也在一年半后的1967年早期瓦解了。此后，琼尼·米歇尔开始了自己的独唱生涯。

## 职业

### 1960年代：民谣歌手
在1967年早期琼尼·米歇尔到了纽约市，准备追寻自己作为一个独唱歌手的梦想。她在美国东海岸的各处演奏，包括费城，波士顿，和北卡罗来纳的福特-布拉格。她经常在咖啡馆和民谣俱乐部里演奏，同时也在创作自己的歌曲，从而因为自己独特的歌曲创作与创新的吉他演奏方式而变得小有名气。1965年和1966年，奥斯卡·布兰德在自己的CBC电视节目中几次提到她，使得米歇尔的上镜率继续增高。琼尼在西弗吉尼亚大学上了一小阵学，使她创作了歌曲。
民谣歌手汤姆·拉什原来在多伦多时就见过米歇尔，并对她的创作能力有了深刻印象。他将带给朱迪·科林斯，但朱迪当时却不感兴趣，于是拉什便自己唱了。乡村歌手乔治·汉密尔顿四世听到了Rush的歌唱，于是自己又唱了一个乡村版。其他唱过米歇尔早期的歌曲的歌手有巴菲·圣玛丽（The Circle Game），戴维·范·容克（Both Sides Now），最后还有朱迪·科林斯（Both Sides Now，排行榜前十，收录在她1967年的专辑中）。
有一个晚上，当她在佛罗里达的一个名为
的俱乐部演奏时，大卫·克罗斯比走了进去，并马上被她作为一个艺术家的能力与魅力所吸引了。他将她带回洛杉矶，并在那里给他的朋友们介绍了米歇尔和她的音乐。大卫还说服了一个唱片厂商，给琼尼灌录一张独唱音响唱片，并且不加入当时很流行的民谣摇滚附加音轨。当1968年Reprise推出她的第一张专辑Song to a Seagull时，大卫也因此而作为一位制作者而受到鸣谢。
米歇尔继续她的巡回演出，以推广这张黑胶唱片。这一巡回演出激起了群众对她第二张唱片，的期望。这张专辑在1969年4月出版。这张专辑含有她的一些已经被其他艺术家翻唱，而且现在仍然在被演奏歌曲：，和。

### 1970年代中早期：专辑成功
米歇尔以1969年出版的作品贏得了第二年3月葛萊美獎的最佳民謠組合獎項，隨後發行了第三張專輯。這張專輯很快的席捲了FM電台，並且成為夏秋兩季銷售速度極快的作品，最後成為了米歇尔首張獲得金唱片的專輯（銷售量超过五十萬張）。
米歇尔決定暫時停巡迴演唱活動一年，把重心擺在寫作與繪畫上。但她仍在1970年被《Melody Maker》這本英國領導性流行音樂雜誌票選為－「最頂尖女性表演者」。她在數月中於旅途和生活經驗的過程裡所寫下的歌曲，發表於1971年6月發行發行的專輯《Blue》，這張專輯旋即取得評論與商業上的成功，並在同一年9月登上告示牌專輯榜前二十名的位置，本專輯也被視為米歇尔早期充滿創作力生涯的顛峰之作。關於米歇尔因採用對位法來表現浪漫愛情的豐富樣貌所遭受的消極評價，她在之後也說道：「在那段時期，我並未提出個人的辯護。我感覺像是張包在煙盒外的玻璃紙，也感覺我在這世上絕對沒有任何秘密可言，在我的生活中我無法故作堅強。」
在專輯成功之後，她決定回歸舞台。她也在巡迴演唱中獻唱多首新作，這些作品也都收錄在她稍後出版的專輯中。米歇尔的第五張專輯是1972年10月發行的，很快的躋身至排行榜中。之後1973年2月的單曲則在兩週內攀上告示牌排行榜的第25名，成為她首支貨真價實的熱門單曲。而專輯受到高度稱讚，且讓她取得合約上的成功。
米歇尔的下一張專輯在1974年1月發行，除了叫好又叫座之外，專輯裡的所有歌曲也都普遍的受到歡迎，並空降告示牌排行榜上第二名的位置，並持續了四週相同的成績。這張專輯收錄了在1973年聖誕節前夕發行，很受到歡迎的歌曲。另外還有在隔年3月發行的，而這首歌也成為米歇尔唯一一首 Top 10的單曲（在06月的第一週登上第七名）。
1974年2月，她展開了巡迴演唱，接下來兩個月在美國與加拿大的旅程皆受到極大矚目。8月14日至17日在洛杉磯環球劇院的帶狀演出，被收錄成為現場專輯在09月份發行。這張命名為的現場專輯，收錄這場演唱會的所有歌曲之外，另外也包含其他兩首歌－分別是3月2日在柏克萊社區中心（Berkeley Community Center）以及3月4日在洛杉磯音樂中心演出的兩支曲目，一同被收錄在這張現場專輯中發行。這張專輯以較慢的速度最後爬升至排行榜第二名。和的位置相同。而的現場版也推出單曲版本，表現也不錯。
1975年1月，葛萊美獎宣布米歇尔獲得了四項提名，包含當年以唯一一位女歌手而入圍的專輯獎，但四項提名中最後她只獲得「最佳樂器搭配人聲編曲」（Best Arrangement Accompanying Vocals）這項獎項。

### 1970年代中晚期：尝试爵士乐
1975年初，米歇尔進錄音室灌錄在巡迴後所寫歌曲的試唱帶，幾個月之後她則錄製了以樂團伴奏的版本。歌曲收錄在1975年11月發行的專輯。這是張大熱賣的唱片，並登上告示牌榜單第四名的位置，但發行的同時卻普遍的未得到好評。《滾石雜誌》即宣稱這是一張「本年度最糟的專輯」，但事實上，其實他們僅是說道這是本年度最糟的專輯「名稱」。 （米歇尔與滾石雜誌存在的受到爭議的關係，早先年滾石雜誌的主題，曾刊出樹木的圖片來談到所有與米歇尔有關的親密對象（多數也是音樂人），其中有位歌手就表示：「在當時深深的傷了我的感覺。」
1975年，米歇尔參加了數場與巴布·狄倫以及瓊·拜亞合作，名為－「Rolling Thunder Revue tours」的巡迴演唱會。1976年她則參與了樂團The Band名為《The Last Waltz》的演唱會演出。
1976年1月，米歇尔以專輯《The Hissing of Summer Lawns》獲葛萊美獎「最佳流行專輯女演唱人獎」提名，後來當年此獎項的得主為琳達·朗絲黛（Linda Ronstadt）。
1976年初，米歇尔與朋友進行了一場穿越緬因州的旅遊行程。在這之後，米歇尔獨自駕車回到加州，並且將她在旅程中的所見所聞譜成好幾首歌曲，這些創作被收錄在她於1976年發行的專輯《Hejira》。她表示：「這張專輯多數歌曲是在開著車的旅途上完成的，這也就是為什麼沒有鋼琴曲的出現...」《Hejira》，同時被樂評與歌迷視為是米歇尔在類型上的回歸之作。這張專輯爬升至告示牌榜單的第十三名，發行三週後就達到金唱片的成績，並且在 FM 搖滾電台創下極高的播放率。歌曲《Coyote》推出單曲發行，但在Hot 100排行榜上卻失利。《Hejira》並未能如那些她前幾張高水準的專輯一樣被廣泛接受，銷售量也稍嫌遜色。 米歇尔本人則相信這張專輯是獨一無二的，在2006年她說道了：「我相信很多人也能夠創作出我其他的一些歌曲，但我覺得《Hejira》專輯裡的歌只有我能寫得出來」
1977年的夏天，她開始著手首張「雙錄音室」（double studio）專輯。在接近完工時她聯絡了「Asylum Records」。米歇尔覺得這張專輯與其以往所有專輯相比，可能會感覺有些不夠嚴謹，她說道：「這張專輯在後端製作部分有些混亂，這是一項實驗，所以我作了什麼其實並無所謂，我只不過是必需得履行合約而已。」本專輯《Don Juan's Reckless Daughter》的LP與卡帶在1977年12月發行，收到了毀譽參半的評論，但相對的確有不錯的銷售量。專輯在美國獲得第二十五名的成績，並且在三個月內達到金唱片的紀錄。本專輯的封面設計也是爭議焦點－米歇尔在封面上放了數張照片，其中有一張她裝扮成為黑人。
在《Don Juan's Reckless Daughter》推出幾週之後，偉大的爵士音樂人查爾斯·明格斯主動聯絡了米歇尔，他曾經聽過《Paprika Plains》這首歌的交響樂版本，所以查爾斯想邀請米歇尔與他一同工作。因此米歇尔接下來的重心就擺在倆人的合作上，但是明格斯在1979年於專輯完工之前就過世了。米歇尔完成了剩下的曲目與其他工作，底定後的專輯定名為《Mingus》，在1979年6月發行。雖然迴響不夠熱烈，在告示牌榜單升到第十七名時就止步了，（但比她之前的《Don Juan's Reckless Daughter》名次要高）不過《Mingus》還是達到了金唱片的銷售量。可是，這也是她在六十年代之後，第一張未達到五十萬張銷售量的專輯。 
1979年8月，米歇尔為專輯《Mingus》舉辦的巡迴活動自奧克拉荷馬市展開，而為期六週的宣傳活動以洛杉磯「希臘劇院」（Greek Theater）的五場演唱會做為結束（並進行影音收錄工作）。在巡迴結束之後，她隨即投入將之前在洛杉磯錄製的影音記錄，製作成為雙唱片套裝專輯與演唱會實錄影片的工作。這兩個作品皆被命名為《Shadows and Light》。這是她在「Asylum Records」廠牌下最後發行的作品，也是她第二張雙唱片現場專輯，於1980年9月發行。這張作品在告示牌的排行榜上排名第三十六。另外收錄在這張專輯中，與The Persuasions在演唱會上合作的開場單曲《Why Do Fools Fall in Love?》，在告示牌排行榜上爬升緩慢，最後並未進入「Hot 100」。

### 1980年代：Geffen 年代
有一年半的時間，米歇尔都在進行下一張專輯曲目的前置工作。在這時期米歇尔是與製作人賴瑞·克萊（Larry Klein）合作專輯錄製工作，最後她在1982年嫁給了賴瑞·克萊。當張專輯準備好要發行之時，她的友人大衛·葛芬（David Geffen，也是「Asylum Records」的創辦人）決定要成立一個新的廠牌－「Geffen Records」。新廠牌是交由華納兄弟（「Asylum Records」由其掌控）負責發行工作。Geffen 有權撤銷米歇尔與「Asylum」剩餘的合約，並且將她簽入自己的新廠牌。
1982年的《Wild Things Run Fast》明顯的回歸到流行音樂的創作方式，其中包含《Chinese Cafe/Unchained Melody》這首把副歌與正義兄弟（Righteous Brothers）暢銷作品做結合的歌曲。而《(You're So Square) Baby I Don't Care》這首將貓王（埃爾維斯·皮禮士利）舊作重新打造的歌曲，在排行榜上超越了她在1970年後的單曲紀錄，登上了第四十七名的成績。但不幸的，整張專輯在五週內只拿下最高第二十五名的成績。
1983年年初，米歇尔展了了世界巡迴演唱會。她造訪了日本、澳洲、愛爾蘭、英國、比利時、法國、德國、義大利、斯堪地納維亞與丹麥，最後回到美國。其中一場演出被錄製下來，之後發行成為家庭錄影帶（與之後的DVD），名稱為《Refuge Of The Roads》。在1984年即將結束之前，米歇尔正在寫新的歌曲，她接受 Geffen 給予的建議－比方說若能找來其他製作人，也許能引領他們體驗到之前就想嘗試的時興科技領域，這也許是值得加入的作法。隨後英國新浪潮電子音樂（synth-pop）的表演者與製作人湯瑪斯·道比 （Thomas Dolby）就躍上枱面。關於道比所扮演的角色，米歇尔之後評論道：「在提出的建議人選是湯瑪斯時，我蠻抗拒的。因為Geffen 已經要求他來製作唱片了，而他是否只以編曲或演奏者的身份考慮前來加入？諸如此類的層次勢必造成一些問題...他也許能很快的完成工作。他也許可以做得更好，但事實上最後的成品都將不會是真正屬於我的音樂。」
這張名為《Dog Eat Dog》的專輯在1985年10月發行，大部分收到的都是負面評價。因此，這張專輯的銷售量平平就不足為奇了。在告示牌專輯榜只爬到63名，這是她將近十八年前首張專輯獲得第189名後最低的位置。專輯裡的歌曲《Tax Free》，則因遭受電視福音傳道人（televangelist）不停的痛罵而引起爭議，她也因此見到了美國政治開始傾向宗教右派（religious right）的轉變。她寫道：「教會緊跟不放，他們攻擊我。然而聖公會－這個我形容為美國唯一懂得傾聽的教會，還是寫了一封信來恭賀我。」
米歇尔繼續以合成樂器來進行音樂上的實驗，在錄製下一張作品時她加入了電子鼓與其他電腦設備，同樣她也與其他藝人一起合作，包含：威利·尼爾森（Willie Nelson）、比利·愛多爾、Wendy and Lisa、湯姆·佩蒂（Tom Petty）、唐·亨利（Don Henley）以及彼得·蓋布瑞爾。這張1988年推出的專輯名為《Chalk Mark in a Rain Storm》。專輯裡的首支正式單曲是在03月份發行的《My Secret Place》，這是與彼得·蓋布瑞爾合唱的歌曲，在告示牌「Hot 100」排行榜上默默的上升著。由米歇尔與蓋布瑞爾合作拍攝的黑白音樂錄影帶，在1988年5月於VH-1音樂頻道首播。其他的評論多數都相當支持並喜愛這張新專輯，但事實上值得參考的是，因為有許多知名音樂人也共同參與，才能引起如此高度的關注。這張專輯打敗了前一張《Dog Eat Dog》在排行榜上的成績，在專輯綁上拿下第四十五名的成績。
在發行《Chalk Mark in a Rain Storm》之後，她參加了羅傑·華特斯的「柏林之牆演唱會」（The Wall Concert in Berlin）。

### 1990年代：混亂與東山再起
1990年一整年時間裡，米歇尔都在錄製下張專輯的歌曲。在嘗試近百次不同的編排方式後，聖誕前的前夕，她將最後混音完成的新作品交給了Geffen。這張專輯是1991年3月發行的《Night Ride Home》。在美國，這張專輯首次登上排行榜的成績是第六十八名，第二週則成為第四十八名，在六週後則是攀升至第四十一名。在英國的部分，這張專輯首週拿下第二十五名的成績。就評論來看，這張專輯比起她在八十年代的作品，收到了較好的評價。其似乎明顯的傾向於早期不插電的風格。這樣的傾向，在她1994年獲得葛萊美獎的作品《Turbulent Indigo》中則更為明顯。 
1994年發行的《Turbulent Indigo》，是米歇尔多年來最單純且率直的作品。混合了政治議題（如歌曲《Sex Kills》）以及社會評論（《Sunny Sunday》、《Borderline》），創造了讓人驚豔的回歸風格。 這張專輯也獲得了兩座葛萊美獎的獎項，包含了「最佳流行專輯獎」。但錄製這張專輯的同時，米歇尔也和丈夫賴瑞結束了維持十二年的婚姻。
隨後，米歇尔也發行了本世紀中最後一張原創的新專輯（即不包含精選或現場演唱版），這張專輯是在1998年發行的《Taming the Tiger》。這張專輯她的宣傳方式，回歸到以單純的演唱會來呈現，其中最知名的就是與鮑勃·迪倫以及范·莫里森共同領銜演出的巡迴演唱會。
在此同時，樂評界也注意到米歇尔在聲音上的變化，她本人稍後承認自己也有相同感受，她解釋道：「我試著達到那個音調，但那裡什麼都沒有。」 她的音域變的越來越窄，且呈現沙啞的狀態，多半是歸咎於她的抽煙習慣（她曾被形容是「世上最後一個偉大的吸煙者之一」）。但米歇尔認為，自己在1990年代越來越難忽視的聲音狀況，是一些其他問題造成的。像是：喉嚨長的小瘤、喉頭的緊縮以及由小兒麻痺症造成揮之不去的後遺症。 在2004年10月一場由「全國公共廣播電台」進行的訪問中，她否認自己「可怕的習慣」（指抽煙）對音域有造成任何影響，並指出歌手在過了五十歲之後，通常演唱高音域的能力都會退化。此外，她也辯解說，從她的觀點來看，當她聲音開始變化後，反而開始對於中音領域的演唱方式更感興趣也表現的更好，雖然無法再演唱高音，但也不需像年輕時那樣一直得堅持唱到某個高度。

### 2000年代早期：夢想與光芒
米歇尔接下來推出的兩張專輯，並沒有新歌收錄其中。就像她曾說過的，有時錄音是為了「履行剩下的合約」。 2000年的《Both Sides Now》是張與管弦樂團合作，重唱舊作的爵士版本作品。這張專輯得到了極高了評價，並找來文斯·曼度沙（Vince Mendoza）合作管弦樂的部分。專輯中包含了的經典作品《A Case of You》與專輯同名歌曲《Both Sides Now》，這兩首早期的暢銷歌經過變調，更能搭配米歇尔變得沙啞，卻更充滿靈性的中音域。這張專輯的成功更催生了下張專輯的出現，即是2002年發行的《Travelogue》，這是一張以大型管弦樂團做為伴奏，重新製作她早期歌曲的專輯。米歇尔宣布，這也將會是她最後一張專輯。
在2002年接受《滾石雜誌》的訪問中，米歇尔表達了她對當前音樂產業的不滿，她描述這圈子根本就是個「污水場」（cesspool，也有糞坑之意）。 她闡述她極不喜歡唱片業的支配態度，而她渴望能掌空自己的命運，也許會以透過網際網路的方式來發表作品。
在接下來的幾年裡，米歇尔只發行過她早期作品的選輯。在2003年，米歇尔所屬的「Geffen」唱片公司出版了一套四張CD的精選專輯，名為《The Complete Geffen Recordings》。專輯中包含了米歇尔四張完整專輯的重新灌製版本。除了由米歇尔本人親自詮釋之外，也附加了三首額外的歌曲：
- 《Night Ride Home》專輯中的歌曲《Two Grey Rooms》沒有歌詞的Demo版本
- 《Dog Eat Dog》專輯中的歌曲《Good Friends》基本的鋼琴Demo
- 一首是未發行過，重唱鮑勃·迪倫的作品《It's All Over Now, Baby Blue》

一系列主題式的早期作品選輯，也同時發行。包含：2004年的《The Beginning of Survival》、《Dreamland》與2005年的《來自草原女孩的歌頌》（Songs of a Prairie Girl）。最後這套選輯作品，串連了她的加拿大成長背景，並且是她在獲邀參加「薩克其萬百年紀念」演唱會之後才發行的。這場演唱會除了對米歇尔的貢獻致敬之外，英國女王伊莉莎白二世也特別出席參與盛會。在《來自草原的女孩》這張專輯的文案中，米歇尔就註明寫到這作品是特別「獻給薩克其萬百年紀念」。 
雖然米歇尔曾宣布她不會再參與任何巡迴或演唱會活動，但是她偶爾還是會公開現身，談論環保或其他相關議題。 她多數時間是待在洛杉磯的家或是位於加拿大Sechelt鎮的住所（位於不列顛哥倫比亞，1970年代早期她就已經持有此處佔地80英畝的地產）。2006年她也說到：「洛杉磯是我工作的地方，而不列顛哥倫比亞是我的心臟中心（heartbeat）。」 她目前工作重心主要專注在她從未出售，只是偶爾發表的視覺藝術作品上。

### 近期发展
1990年代初期，米歇尔曾與「藍燈書屋」（Random House）簽下發表自傳的合約。 1998年她告訴《紐約時報》她的回憶錄「正在動工中」，大約會有四冊的內容，自傳破題的第一行將會是：「我是派對上唯一的黑人。」  In 2005, Mitchell said that she continued to work on the project, and was using a tape recorder to get "down [her memories] in the oral tradition".
2006年10月份接受了《渥太華公民報》訪問時，米歇尔透露她「正在灌錄新歌，這是近十年來的第一次。」 過了四個月，在接受《紐約時報》訪問時，米歇尔說到這張即將發行名為《光芒》（Shine）的專輯，靈感是來自於伊拉克的戰事以及「她孫子在聽見家人爭吵時所說的一些話－－以長遠來看，惡夢有時是件好事。」 早先媒體報導時，曾描述這張專輯將會有「抽象派藝術的感覺...聽來像是回到米歇尔的早期作品」，並且會將焦點放在政治與環境議題上。
2007年2月，米歇尔回到卡加利擔任《The Fiddle and the Drum》這部由「加拿大亞伯達芭蕾舞團)」（Alberta Ballet Company）推出之作品的顧問，這部作品同時以米歇尔的新作與舊作進行編舞，米歇尔也拍攝部分排練片段，做為她正在拍攝的紀錄片之存檔資料。對於近來忙亂的工作行程她表示：「我一輩子都沒有這麼努力工作過。」
2007年夏天，米歇尔官方歌迷網站證實了她與星巴克所屬「Hear Music」廠牌簽下兩張唱片合約的傳聞，《Shine》這張專輯即是由「Hear Music」在2007年9月25日發行。 在同一時間，赫比·汉考（Herbie Hancock）這位米歇尔長期合作的摯友發行了《River: The Joni Letters》，這是一張向米歇尔的作品致敬的專輯，參與其中的歌手包含了諾拉·瓊絲、蒂娜·透娜（Tina Turner）、里奧納德·科恩以及米歇尔本人。她在其中重新演唱了《The Tea Leaf Prophecy (Lay Down Your Arms)》這首歌曲（原先收錄在《Chalk Mark in a Rain Storm》這張專輯）
2008年2月10日，赫比·汉考的這張專輯《River: The Joni Letters》獲得了葛萊美獎「年度專輯」的獎項。這是四十三年來，首次有爵士藝人獲得這個每年頒發的最高獎項之殊榮。汉考將得獎的功勞歸於米歇尔（就如同邁爾士·戴維斯之於約翰·柯川的關係）。在同一場盛會中，米歇尔則以專輯《Shine》當中的歌曲《One Week Last Summer》，獲得葛萊美「最佳流行樂演奏獎」

## 流傳的事物

### 獨特的吉他風格
幾乎每一首她以吉他譜曲的歌曲，都是使用開放和弦（open tuning）或是非標準的音階。她有許多創作歌曲使用將近50個不同的音調，對此她稱為是「琼尼的怪和弦」。採用這樣非傳統的音調，讓她在以吉他譜曲時不必用困難的和弦，就能創作出更多樣化且更為複雜的曲風。事實上，米歇尔的許多歌曲都只用了很簡單的和弦，但是她所採用的非傳統音階形式以及相當具節奏性的撥弦方式，仍創造出豐富且獨一無二的吉他音色。她右手的撥彈技巧逐漸的在幾年當中，發展成為一種難以分析的複雜彈奏風格。其中的代表作品就是她在第一張專輯裡的吉他歌曲，是一種無拘束且更具節奏的風格，有時還加入具衝擊性的打弦（Slap），這些都是她稍後推出的作品當中的特色。
米歇尔長期以來的資料保管人－舊金山的喬伊·伯恩斯坦（Joel Bernstein）－相當詳細的保存了米歇尔的所有樂譜，並協助她重新演練許多舊作的曲式。
米歇尔在其早年的作品中，也有許多相當創新的和聲，在她1966年-1982年的早期作品中，採用的技巧包括：調式（modality）、複調式（polymodality）、變化和聲（chromaticism）、多調性（polytonality）以及嚴謹的持續音部（pedal point）。.
2003年，《滾石雜誌》將她列為「史上最偉大的七十二位吉他手」之一 ，她是排名中名次最高的女性。

### 對其他藝人的影響
米歇尔可以被稱為「音樂家中的音樂家」，她的成就對於其他另類風格的藝人有著莫大影響，像是：安妮·藍妮克絲（Annie Lennox）、傑夫·巴克利（Jeff Buckley）、丹佛格柏（Dan Fogelberg）、 艾維斯·卡斯提洛（Elvis Costello）、多莉·艾莫絲（Tori Amos）、裘西·紐頓（Juice Newton）、Maynard James Keenan、Clannad (樂團)、麥當娜（Madonna）、王子(歌手)（Prince）、碧玉（Bjork）、喬治·麥克（George Michael）、Conor Oberst、摩瑞西（Morrissey）、紮根合唱團（The Roots）、英國星期天（The Sundays）、凱蒂彤絲朵（KT Tunstall）、Meg & Dia以及羅克塞特樂團的女主唱瑪麗·芙蒂森（Marie Fredriksson）。
舉例來說，歌手王子（Prince）的專輯《Sign 'O' the Times》中的《The Ballad of Dorothy Parker》，就是一首獻給米歇尔的歌曲（透過近似米歇尔風格的合音與技巧，讓人隨即聯想到米歇尔本人）。王子也在自己的歌詞中參考了米歇尔的歌曲《Help Me》，並在歌曲開端模仿了米歇尔的和弦與音律。王子在他1981年的專輯《Coverage》封底上，其中一行標題就是「★JONI★ 」。曼蒂·摩爾也表現出對於米歇尔極大的崇拜，她在2003年發行的專輯《Coverage》中，重新詮釋了米歇尔的經典歌曲《Help Me》。
有許多藝人樂意重新演唱米歇尔的歌曲。茱蒂·柯林斯（Judy Collins）在1967年錄製了《Both Sides Now》，並獲得告示牌排行榜第八名的成績（使雙方在事業上都能有所突破）。這是米歇尔至今被翻唱最多次的歌曲，最後一回的統計已經達到587次，其他版本包含有：Clannad (樂團)、保羅·楊（Paul Young）與羅傑·惠特克（Roger Whittaker）。艾美·葛蘭特（Amy Grant）在1995年重唱其《Big Yellow Taxi》大為暢銷。
根據統計，《Big Yellow Taxi》是米歇尔第二首最常被翻唱的歌曲（223次）。最近一次發行分別有是2002年由數烏鴉合唱團（Counting Crows），以及2007年由妮娜 (歌手)所推出的兩個版本。更進一步來說，珍娜·傑克森（Janet Jackson）在她1997年推出的單曲《Got 'Til It's Gone》中取樣了同一首歌曲做為主軸。饒舌藝人肯伊·威斯特與Mac Dre也都在他們的歌曲裡取樣了米歇尔的歌聲。
2004年喬治·麥克在一個電台節目中，重新詮釋了她的歌曲《Edith And The Kingpin》。安妮·藍妮克絲在她1995年推出的暢銷專輯《No More I Love You》裡，也重新演唱了米歇尔的《Ladies Of The Canyon》做為B面的歌曲。近年來《River》則是翻唱頻率最高的歌曲，像是詹姆斯·泰勒（James Taylor）在2000年的電視錄影以及2004年的專輯中都有翻唱。另外還有2004年的Allison Crowe、山形瑞秋（Rachael Yamagata）、2005年的艾美·曼恩（Aimee Mann）與2006年的莎拉·克勞克蘭（Sarah McLachlan）幾個版本，莎拉克勞克蘭也在1996年重新演唱過《Blue》這首歌曲。
其他有關米歇尔歌曲重新演唱的部分，包含了知名的《Woodstock》－有寇斯比、史提爾斯、納許與尼爾揚（Crosby, Stills, Nash and Young]] 與Matthews Southern Comfort的版本。歌曲《This Flight Tonight》由 Nazareth翻唱。重唱《Woodstock》這首歌最知名的則是Eva Cassidy的版本，而《A Case Of You》則曾由多莉·艾莫絲、珍夢海（Jane Monheit）、歌手王子與黛安娜·克瑞兒重新詮釋。
雖然，米歇尔對其他藝人的重新詮釋極少表示意見，但她仍曾表示特別滿意兩位有爵士底子的藝人翻唱她的歌曲，分別是卡珊卓·威爾森（Cassandra Wilson）與黛安娜·克瑞兒。雖然，多數聽眾對米歇尔早期或較商業化的歌曲印象較為深刻，但是許多音樂人卻是在她實驗性的作品中找到靈感，尤其是《The Hissing of Summer Lawns》以及《Hejira》。
齊柏林飛船 (樂團)的《Going to California》，據說是因為羅伯特·普蘭特（Robert Plant）與吉米·佩奇兩位團員都相當迷戀米歇尔，才創作出這首歌。一項宣言證實了這個事實，在現場演出中普蘭特常先說：「去找個沒有國王的王后，他們說她彈著吉他且一邊哭泣一邊唱著歌。」（To find a queen without a king, they say she plays guitar and cries and sings），然後就會接著說米歇尔的名字「琼尼」。吉米·佩奇所使用的一把「double dropped D」吉他的定弦近似於米歇尔吉他所使用的特殊音調。
音速青春在《Daydream Nation》這張專輯裡的歌曲《Hey Joni》是以米歇尔的名字命名的。他們同時也交替使用相當多變化的吉他音調。團員中的金·戈頓（Kim Gordon）在1990年也製作了洞穴樂隊的專輯《Pretty On The Inside》，其中一首受矚目的歌曲將米歇尔的《Both Sides Now》改名為《Clouds》重新詮釋。洞穴樂團主唱寇特妮洛芙（Courtney Love）宣稱，當住在嬉皮社區時，她的母親常會要寇特妮常這首歌曲給自己的朋友聽，寇特妮也為這首歌添上新的歌詞。
米歇尔是麥當娜在少女時期第一個和她說話的女藝人，也因此麥當娜非常推崇米歇尔。她說：「我真的、真的真的對她很著迷，我知道《Court and Spark》中的每個字，我在高中時期很崇拜她。《Blue》實在太讓人驚訝了，我得說在所有我聽過的女性當中，她歌詞中的觀點對我來說是最具影響力的。」
瑪麗·芙蒂森也推崇米歇尔是她最佳的靈感來源，例如她在羅克塞特的搭檔皮爾·蓋索（Per Gessle）所創作的專輯《Pearls of Passion》中，就是混合了琼尼·米歇尔與其他音樂人的特色，皮爾·蓋索說到：「Clarence Öfwerman（編曲大師）製作了這張專輯，絕對是項有力的貢獻。這是集大成的作品，包含Clarence 對彼得·蓋布瑞爾（Peter Gabriel）與凱特·布希（Kate Bush）風格的偏愛，以及瑪麗帶著她對米歇尔以及蘇珊·薇格的熱情，還有我喜歡的糖衣般的金髮美女之合輯。」芙蒂森也重新演唱的米歇尔的暢銷歌曲《For Free》。有傳言說，她正在製作一張獻給米歇尔的新專輯。
2007年，「Nonesuch Records」廠牌發行了一張名為《獻給琼尼·米歇尔》（A Tribute to Joni Mitchell）的專輯CD，參與者有Sufjan Stevens、碧玉（Bjork）、卡耶塔諾‘’費洛索（Caetano Veloso）、布瑞德·梅爾道（Brad Mehldau）、卡珊卓·威爾森（Cassandra Wilson）、王子(歌手）、莎拉·克勞克蘭（Sarah McLachlan）、安妮·藍妮克絲（Annie Lennox）、愛米羅哈瑞斯（Emmylou Harris）、貓王皮禮士Elvis Costello、k.d. lang以及詹姆斯·泰勒（James Taylor）。部分錄音是在1990年後期完成的，當時這個唱片計畫取名為《A Case Of Joni》，雖然之後從未發表。當時錄製的這張專輯中，還有幾位歌手的歌曲尚未發表，像是珍娜·傑克森（Janet Jackson）與雪瑞兒·可洛（Sheryl Crow）。

## 獎項與榮譽
在1995年，她接受了告示牌的「世紀大獎」。1996年她獲得了「普拉音樂獎」（Polar Music Prize，也被稱為音樂界的諾貝爾獎）。米歇尔在1997年獲選進入「搖滾名人堂」，但是她沒有出席相關典禮。 
在她的音樂生涯中，獲得了九座葛萊美獎（每年固定頒發的部分），第一座是在1969年獲得，而最近的一座則是在2008年贏取的。另外在2002年，葛萊美獎亦頒發了「終身成就獎」來表揚米歇尔，葛萊美獎形容她是「搖滾年代裡最重要的女性音樂人」以及「對所有藝人有著強大影響，充滿多樣性、創造力與正直態度」的傑出藝人。
將米歇尔視為國寶的故鄉加拿大，也無數次的贈予她各種榮譽讚賞，包含在1981年進入「加拿大搖滾名人堂」，並且在2000年接受了加拿大「星光步道」（Walk of Fame）上贈與的一顆星。Canada's Walk of Fame （页面存档备份，存于） 2002年，她成為「加拿大最受歡迎詞曲創作歌手」（僅三位獲得此頭銜，另外倆人是戈登·萊特福（Gordon Lightfoot）與里奧納德·科恩），亦被授與加拿大平民最高榮譽的「加拿大勳章」（Order of Canada）。2004年她接受了麥吉爾大學頒發的音樂榮譽博士學位。2007年1月她獲選進入「加拿大歌曲創作名人堂」（Canadian Songwriters Hall of Fame）。同年六月，加拿大郵政以米歇尔為主題推出了相關郵票。
2006年11月，她的專輯《Blue》被時代雜誌列入「百大經典專輯」（All-Time 100 Albums）名單。
1990年代，米歇尔被VH-1頻道列為「百位搖滾界最重要女性」（Most Important Women in Rock）當中的第四名。

### 葛莱美奖
| 年份 | 类别                       | 作品    | 结果   |
| ---- | -------------------------- | ------- | ------ |
| 1969 | 最佳民谣演奏奖             |         | 获奖   |
| 1974 | 年度唱片奖                 |         | 提名   |
| 1974 | 年度Record                 |         | 提名   |
| 1974 | 最佳流行女歌手             |         | 提名   |
| 1974 | 最佳器樂編曲伴奏           |         | 获奖   |
| 1976 | 最佳流行女歌手             |         | 提名   |
| 1977 | 最佳唱片包装奖             |         | 提名   |
| 1988 | 最佳流行女歌手             |         | 提名   |
| 1995 | 最佳流行唱片奖             |         | 获奖   |
| 1995 | 最佳唱片包装奖             |         | 获奖   |
| 2000 | 最佳女性流行音乐人声演唱奖 |         | 提名   |
| 2000 | 最佳传统流行音乐人生唱片   |         | 获奖   |
| 2002 | 终生成就奖                 | -       | 获奖   |
| 2003 | 最佳器樂編曲伴奏           | ( 录音) | 獲獎   |
| 2007 | 年度唱片奖                 |         | 获奖 * |
| 2007 | 最佳流行音乐乐器演奏奖     |         | 获奖   |

- * 雖然是由赫比·汉考正式發行，但琼尼也因貢獻其歌聲，而獲得葛來美獎座。

## 出版著作

### 專輯
| 年度 | 專輯                         | 銷售榜 | 銷售榜 | 銷售榜 | 銷售榜 |
| 年度 | 專輯                         | 美國   | 英國   | 加拿大 | 澳洲   |
| ---- | ---------------------------- | ------ | ------ | ------ | ------ |
| 1968 | Song to a Seagull            | 189    | -      | -      | -      |
| 1969 | Clouds                       | 31     | -      | 22     | -      |
| 1970 | Ladies of the Canyon         | 27     | 8      | 16     | 32     |
| 1971 | Blue                         | 15     | 3      | 9      | -      |
| 1972 | For the Roses                | 11     | -      | 5      | 19     |
| 1974 | Court and Spark              | 2      | 14     | 1      | 34     |
| 1974 | Miles of Aisles              | 2      | 34     | 13     | 46     |
| 1975 | The Hissing of Summer Lawns  | 4      | 14     | 7      | 62     |
| 1976 | Hejira                       | 13     | 11     | 22     | 38     |
| 1977 | Don Juan's Reckless Daughter | 25     | 20     | 28     | -      |
| 1979 | Mingus                       | 17     | 24     | 37     | 44     |
| 1980 | Shadows and Light            | 38     | 63     | 73     | 70     |
| 1982 | Wild Things Run Fast         | 25     | 32     | 33     | 51     |
| 1985 | Dog Eat Dog                  | 63     | 53     | 44     | 86     |
| 1988 | Chalk Mark in a Rainstorm    | 45     | 26     | 23     | 44     |
| 1991 | Night Ride Home              | 41     | 25     | 29     | 55     |
| 1994 | Turbulent Indigo             | 47     | 53     | 24     | -      |
| 1998 | Taming the Tiger             | 75     | 57     | 86     | -      |
| 2000 | Both Sides Now               | 66     | 50     | 19     | -      |
| 2002 | Travelogue                   | -      | 144    | -      | -      |
| 2007 | Shine                        | 14     | 36     | 13     | 71     |

### 選輯
- The World of Joni Mitchell (1972) (Australia/New Zealand only)
- Hits (1996) #161 (US), #102 (UK)
- Misses (1996)
- The Complete Geffen Recordings (4-CD box set of material 1982–91) (2003)
- The Beginning of Survival (2004)
- Dreamland (2004) #177 (US), #43 (UK)
- Starbucks Artist's Choice (2004)
- Songs of a Prairie Girl (2005) (Remastered)

### 單曲
| 年度 | 歌曲                                                           | 銷售榜 | 銷售榜 | 銷售榜 | 銷售榜 | 專輯                        |
| 年度 | 歌曲                                                           | 英國   | 英國   | 加拿大 | 澳洲   | 專輯                        |
| ---- | -------------------------------------------------------------- | ------ | ------ | ------ | ------ | --------------------------- |
| 1970 | Big Yellow Taxi                                                | 67     | 11     | 14     | 6      | Ladies of the Canyon        |
| 1971 | Carey                                                          | 93     | -      | 27     | -      | Blue                        |
| 1971 | A Case Of You                                                  | -      | -      | -      | -      | Blue                        |
| 1972 | You Turn Me on I'm a Radio                                     | 25     | -      | 10     | 37     | For the Roses               |
| 1973 | Raised on Robbery                                              | 65     | -      | 51     | -      | Court and Spark             |
| 1974 | Help Me                                                        | 7      | -      | 6      | -      | Court and Spark             |
| 1974 | Free Man in Paris                                              | 22     | -      | 16     | -      | Court and Spark             |
| 1975 | Big Yellow Taxi (live)                                         | 24     | -      | 54     | -      | Miles of Aisles             |
| 1975 | In France They Kiss on Main Street                             | 66     | -      | 19     | -      | The Hissing of Summer Lawns |
| 1976 | Coyote                                                         | -      | -      | 79     | -      | Hejira                      |
| 1980 | Why Do Fools Fall in Love                                      | 102    | -      | -      | -      | Shadows and Light           |
| 1982 | (You're So Square) Baby, I Don't Care                          | 47     | -      | -      | -      | Wild Things Run Fast        |
| 1985 | Good Friends                                                   | 85     | -      | -      | -      | Dog Eat Dog                 |
| 1988 | My Secret Place                                                | -      | -      | 44     | -      | Chalk Mark in a Rain Storm  |
| 1991 | Come In From The Cold                                          | -      | -      | 27     | -      | Night Ride Home             |
| 1994 | How Do You Stop                                                | -      | 132    | 56     | -      | Turbulent Indigo            |
| 1994 | Sex Kills                                                      | -      | -      | 68     | -      | Turbulent Indigo            |
| 1997 | Got 'Til It's Gone (Janet Jackson ft. Q-Tip and Joni Mitchell) | -      | 6      | 10     | 10     | The Velvet Rope             |

### 影音
- "The Last Waltz" (1976)與The Band同演出
- "Shadows and Light" (1980) 與Jaco Pastorius、Pat Metheny及Michael Brecker同演出
- "Refuge of the Roads" (1984)與 Vinnie Colaiuta同演出
- "Come in from the Cold" (1991)
- "Painting With Words & Music" (1998)
- "Both Sides Now - An All-Star Tribute To Joni Mitchell" (TNT Network - 2000) 與Richard Thompson、k.d. lang、Cyndi Lauper、Shawn Colvin、Bryan Adams、 Diana Krall、James Taylor、Elton John及Wynonna Judd共同演出
- "Woman of Heart and Mind - A Life Story" (2003)
- "Goodbye Blue Sky" - Roger Waters' The Wall LIVE at Berlin - On 21 July 1990

### 多媒體
- My Secret Place with Peter Gabriel (1998)
- Amelia from "Travelogue" (2002)
- Dreamland album (2004) (Windows Media Audio)
- RBMA Radio On Demand - Sound Obsession - Volume 8 - Joni Mitchell Special - Kirk Degiorgio (The Beauty Room, As One)